# Thomas A. Vilgis
Thomas A. Vilgis (* 9. Juli 1955 in Oberkochen) ist ein deutscher Physiker.
Vilgis forscht auf dem Gebiet der weichen Materie (englisch Soft Matter) und leitet am Max-Planck-Institut für Polymerforschung in Mainz eine Arbeitsgruppe für analytische Theorie weicher Materie. Dort führt er zudem eine Gruppe „Soft Matter Food Physics“, die physikalische Aspekte des Essens inklusive Zutaten und Zubereitung erforscht. Sie leistet einen wissenschaftlichen Beitrag zum Gebiet der Molekularküche oder Molekulargastronomie. Er ist außerdem Professor für Theoretische Physik an der Universität Mainz.

## Biografie
Vilgis studierte von 1975 bis 1981 Physik und Mathematik an der Universität Ulm, mit Diplomabschluss in Physik. Dort wurde er 1984 auch promoviert. Nach einem Aufenthalt als Postdoktorand am Cavendish Laboratory, Cambridge, UK bei Sir Samuel Edwards folgte 1990 seine Habilitation an der Universität Mainz. Dorthin wurde er auch 1996 als Professor für Theoretische Physik berufen. Seit 1985 ist er Arbeitsgruppenleiter am Max-Planck-Institut für Polymerforschung. 1988 war er Gastwissenschaftler am Imperial College London, von 1999 bis 2000 dann Directeur de Recherche au Laboratoire Européen Associé am Institut Charles Sadron in Strasbourg, Frankreich.

## Forschung: statistische Physik weicher Materie (soft matter)
Vilgis betreibt physikalische Grundlagenforschung auf vielen eng miteinander verwandten Gebieten und versucht, Materialeigenschaften durch theoretische Modelle möglichst genau zu beschreiben. Seine theoretischen Werkzeuge umfassen die statistische Physik weicher Materie, die Theorie der Polymere, die fraktale Geometrie, die angewandte Materialtheorie, die Physik des Glasübergangs (Glasübergangstemperatur) und die Dynamik von ungeordneten Systemen.
Zu den von ihm untersuchten Materialien gehören Copolymere, Elastomere, Polyelektrolyte, Gele, Hydrogele und die Verstärkung von Polymernetzwerken mit Füllstoffen. Insgesamt veröffentlichte er rund 300 referierte wissenschaftliche Arbeiten in internationalen Fachzeitschriften.

## Forschung: soft matter food physics
Vilgis forscht am Max-Planck-Institut für Polymerforschung auf dem Gebiet der molekularen Lebensmittelwissenschaften mit experimentellen Methoden der Physik und Chemie der weichen Materie. Darunter fällt z. B. das Fließverhalten (Rheologie) von Teigen, die Struktur und Eigenschaften von Fettspeicherpartikeln (Oleosome) oder das physikalische Verhalten von Hydrokolloiden.

## Interdisziplinärer Wissenstransfer
Vilgis engagiert sich zudem in der Ernährungsbildung. In zahlreichen Gastvorträgen liegt ihm die inter- und transdisziplinäre Vermittlung von naturwissenschaftlichem und kulturgeschichtlichem Wissen über Zusammensetzung, Eigenschaften und Bedeutung von Lebensmittel besonders am Herzen. Seit 2013 unterstützt Vilgis als Gastreferent das 2011–2014 von der deutschen UNESCO-Kommission ausgezeichnete, im Kern studentische Projekt CookUOS (sprich: [kʊk][uːoːɛs]) an der Universität Osnabrück und den seit 2015 daraus hervorgegangenen gemeinnützigen Verein Culinary Medicine Deutschland e. V. (vormals CookUOS e. V.). Mit dem Göttinger Ernährungspsychologen und -Mediziner Thomas Ellrott und dem Osnabrücker Drei-Sterne-Koch Thomas Bühner bestreitet er dort das von Uwe Neumann und Oliver M. Gillen konzipierte Format einer Vorlesung „Wissenschaftliche Koch-Show mit Thomas³ (t hoch 3) – Wissenschaft schmackhaft gemacht“.

## Publizistische Tätigkeit
Vilgis forscht wissenschaftlich auf dem Gebiet der Molekulargastronomie und publiziert zudem auch populärwissenschaftliche Bücher und Artikel über das Thema. Er schreibt Kolumnen in „essen & trinken“ (1999–2010), „Physik in unserer Zeit“, Vincent Klinks „Häuptling Eigener Herd“, Slow Food Magazin, im Schweizer Gourmetmagazin Salz & Pfeffer und ist Mitherausgeber der interdisziplinären Zeitschrift Journal Culinaire – Kultur und Wissenschaft des Essens. Des Weiteren ist er regelmäßig in einer wissenschaftlichen Kolumne im Weinmagazin enos – von Wein, Menschen und Kulturen vertreten. Außerdem ist Thomas Vilgis als Experte Gast in zahlreichen Radio- und Fernsehsendungen. Seit 2016 ist Vilgis in der wöchentlichen Radiokolumne Gastrojet in der Sendung SWR2 am Samstagnachmittag, zu Themen und Kultur und Wissenschaft des Essens, zu hören.

## Auszeichnungen
Für das Buch Aroma – die Kunst des Würzens (mit Thomas A. Vierich) verlieh die Gastronomische Akademie Deutschlands (GAD) die nur für außergewöhnliche Werke vorbehaltene höchste Auszeichnung „Goldene Feder“.
Im Jahre 2022 wurde Thomas Vilgis für seine Arbeiten zu Wissenschaft und Kulinarik vom Deutschen Kochbuch Preis mit der Ehrung für das Lebenswerk ausgezeichnet.
2025 wurde das Lebenswerk von Thomas A. Vilgis mit dem Dr. Rainer-Wild-Preis der Dr. Rainer Wild Stiftung ausgezeichnet. Die Verleihung erfolgte am 14. Mai 2025 in Berlin in den Räumen der Berliner Freiheit.

## Publikationen

### Wissenschaftlich
- mit I. Lendner und R. Caviezel: Ernährung bei Pflegebedürftigkeit und Demenz – Lebensfreude durch Genuss. Springer Verlag, Wien 2014, ISBN 978-3-7091-1602-9.
- mit M. Klüppel und G. Heinrich: Reinforcement of Polymer Nano-Composites: Theory, Experiments and Applications. Cambridge University Press, Cambridge 2009, ISBN 978-0-521-87480-9.
- mit W. Grellmann, G. Heinrich, M. Kaliske, M. Klüppel und K. Schneider (Hrsg.): Fracture Mechanics and Statistical Mechanics of Reinforced Elastomeric Blends (Lecture Notes in Applied and Computational Mechanics). Springer/ Wien 2013, ISBN 978-3-642-37909-3.
- Das Molekül-Menü – molekulares Wissen für kreative Köche. S. Hirzel Verlag, Stuttgart 2010, ISBN 978-3-7776-2108-1.
- mit Rolf Caviezel: Koch- und Gartechniken: Wissenschaftliche Erläuterungen und Texte, Matthaes Verlag, Stuttgart, ISBN 978-3-87515-419-1.

### Populärwissenschaftlich
- Die Molekül-Küche, Physik und Chemie des feinen Geschmacks. Hirzel Verlag, Stuttgart 2005, ISBN 3-7776-1370-3.
- Wissenschaft al dente – Naturwissenschaftliche Wunder in der Küche. mit Illustrationen von Anna Zimmermann. Herder Verlag, Freiburg 2007, ISBN 978-3-451-05761-8.
- Molekularküche – das Kochbuch. Tre Torri Verlag, Wiesbaden 2007, ISBN 978-3-937963-58-7.
- Die Molekülchenküche – Experimente für Nachwuchsköche. mit Illustrationen von Roland Wengenmayr. Hirzel Verlag, Stuttgart 2007, ISBN 978-3-7776-1535-6.
- Molekularküche – Geschmack, Aromen, Flavour. Tre Torri Verlag, Wiesbaden 2009, ISBN 978-3-937963-84-6.
- Kochuniversität – Geschmack. Tre Torri Verlag, Wiesbaden 2010, ISBN 978-3-941641-22-8.
- Das Molekül-Menü – molekulares Wissen für kreative Köche. S. Hirzel Verlag, Stuttgart 2010, ISBN 978-3-7776-2108-1.
- mit Rolf Caviezel: Das moderne Küchenhandwerk. Tre Torri Verlag, Wiesbaden 2012, ISBN 978-3-941641-57-0.
- mit Hubertus Tzschirner: Sous-vide. Der leichte Einstieg in die sanfte Gartechnik. Fackelträger, Köln 2012, ISBN 978-3-7716-4506-9.
- mit Rolf Caviezel: Foodpairing – Harmonie und Kontrast. Fona Verlag, Lenzburg, Schweiz 2012, ISBN 978-3-03780-480-3.
- mit Thomas A. Vierich: Aroma – die Kunst des Würzens. Stiftung Warentest, Berlin 2012, ISBN 978-3-86851-049-2.
- mit Andreas Rummel und Carolin Friese: Die hohe Schule des Grillens – Das Beste für Rost und Spieß.  Christian Verlag, 2014, ISBN 978-3-86244-589-9.
- mit Rolf Caviezel: Das Parfüm der Küche. Tre Torri, Wiesbaden 2014, ISBN 978-3-941641-97-6.
- mit Hubertus Tzschirner: Roh! Die neue Definition von Rohkost. Fackelträger Verlag,  Köln 2014, ISBN 978-3-7716-4547-2.
- Kochen für Angeber. Stiftung Warentest, Berlin 2014, ISBN 978-3-86851-405-6.
- mit Hubertus Tzschirner, Nic Lecloux, Nils Jorra: Burger Unser. Callway,  München 2016, ISBN 978-3-7667-2201-0.
- mit Rolf Caviezel: BeerPairing Fona Verlag, Lenzburg 2017, ISBN 978-3-03780-620-3.
- mit Thomas A. Vierich: Aroma Gemüse – der Weg zum perfekten Geschmack, Stiftung Warentest, Berlin, ISBN 978-3-658-21389-3.
- mit Argang Ghahiri und Thomas Bosbach: Wissen schmeckt- Die Magie der Wissenschaften beim Kochen erklärt – mit 16 Rezepten, Springer, Wiesbaden, ISBN 978-3-86851-457-5.
- mit Stuart Pigott, René Pollitsch und Erwin Seitz: Grill Royal, (Deutsch/Englisch), Distanz Verlag, 2018, ISBN 978-3-95476-193-7.
- mit Stefanie Hiekmann: Aromenspiele. Wahres Gaumenglück durch perfektes Foodpairing. Christian Verlag, München 2019, ISBN 978-3-95961-215-9.
- Der Gastronaut – Erkundungen eines kochenden Physikers, Stiftung Warentest, Berlin 2018, ISBN 978-3-86851-483-4.

### Buchbeiträge
- Wasser: Physik und Chemie – keine Esoterik. In: G. Hirschfelder, A. Ploeger (Hrsg.): Purer Genuss? Wasser als Getränk, Ware und Kulturgut. Campus Verlag, Frankfurt 2009, ISBN 978-3-593-39028-4.
- Physik und Kulinaristik. In: I. Schütze (Hrsg.): Über Geschmack lässt sich doch streiten. Zutaten aus Küche, Kunst und Wissenschaft. Kadmos Verlag, Berlin 2010, ISBN 978-3-86599-087-7.
- Sous-vide Garen: Theorie, Methodik & Geschmack. In: E. Kornmayer (Hrsg.): Sous-vide Grundkochbuch. Verlag Gebrüder Kornmayer, Dreieich 2010, ISBN 978-3-938173-68-8.
- Genuss und Ernährung aus naturwissenschaftlicher Perspektive. In: A. Ploeger, G. Hirschfelder, G. Schönberger (Hrsg.): Die Zukunft auf dem Tisch – Analysen, Trends und Perspektiven der Ernährung von morgen. VS Verlag für Sozialwissenschaften, Springer Fachmedien, Wiesbaden 2011, ISBN 978-3-531-17643-7.
- Ketchup as tasty soft matter. In: C. Vega, J. Ubbink, E. van der Linden: The kitchen as a laboratory. Reflections on the science of food and cooking. Columbia University Press, New York 2012, ISBN 978-0-231-15344-7.
- mit N. Russ: Sweet physics – sugar, sugar blend and sugar glasses. In: C. Vega, j. Ubbink, E. van der Linden: The kitchen as a laboratory. Reflections on the science of food and cooking. Columbia University Press, New York 2012, ISBN 978-0-231-15344-7.
- Geschmack und Genuss  – ein kunstvolles Arrangement von Physik, Chemie, Biologie und Materialforschung / Taste and indulgance – an elaborate arrangement of physics, chemistry biology and materials research. In: A. Käsmayr: No art around. Über die (Un)Möglichkeit ein Restaurant zu betreiben. The Green Box, Kunsteditionen, Berlin 2012, ISBN 978-3-941644-46-5.
- Die Alchemie der Küche. In: S. Schellhaas (Hrsg.): Die Welt im Löffel. Kerber Verlag, Bielefeld 2012, ISBN 978-3-86678-775-9.
- Von Tricatel ins El Bulli-eine techno-cineastische  Beschreibung. In: D. Kofahl, G. Fröhlich, L. Alberth (Hrsg.): Kulinarisches Kino – Interdisziplinäre Perspektiven auf Essen und Trinken im Film. transcript Verlag, Bielefeld 2013, ISBN 978-3-8376-2217-1.
- Was wir essen dürfen oder: Wie molekular ist Ethik? In: G. Hirschfelder, A. Ploeger, J. Rückert-John, G. Schönberger (Hrsg.): Was der Mensch essen darf – Ökonomischer Zwang, ökologisches Gewissen und globale Konflikte. Springer, 2015, ISBN 978-3-658-01464-3.